# NGC 2591
NGC 2591 (również PGC 24231 lub UGC 4472) – galaktyka spiralna (Sc), znajdująca się w gwiazdozbiorze Żyrafy. Odkrył ją Heinrich Louis d’Arrest 12 sierpnia 1866 roku.